# Zapalenie naczyń chłonnych
Zapalenie naczyń chłonnych (łac. lymphangitis) – to stan zapalny powierzchownych naczyń chłonnych, spowodowany najczęściej przerwaniem ciągłości skóry (np. raną) lub powstaniem ropnia.

## Etiologia
Najczęstszą przyczyną zapalenia naczyń chłonnych są bakterie: paciorkowce i gronkowce. Inne typy bakterii sporadycznie wywołują objawy, najczęściej u osób z obniżoną odpornością. Wyjątkiem są rany kąsane, gdzie głównym czynnikiem etiologicznym są bakterie beztlenowe. W krajach Azji południowo-wschodniej, gdzie występuje filarioza, właśnie to zakażenie jest najczęstszą przyczyną choroby.

## Objawy chorobowe
Wokół uszkodzonej skóry pojawia się zaczerwienienie, a następnie pojawia się linijne zaczerwienie o nieregularnych obrysach, biegnące od miejsca zakażenia w kierunku pobliskich węzłów chłonnych. W przypadku "dotarcia" stanu zapalnego do węzłów chłonnych, pojawia się ich obrzęk i ból. Chorobie mogą towarzyszyć objawy ogólne, takie jak gorączka, dreszcze.

## Rozpoznanie
Do rozpoznania choroby nie są wymagane żadne badania dodatkowe. O rozpoznaniu choroby decyduje charakterystyczny, opisany powyżej, obraz choroby. W rozpoznaniu różnicowym, należy brać pod uwagę zapalenie żył powierzchownych.

## Leczenie
W leczeniu konieczne jest zastosowanie antybiotyków. Wskazane jest unieruchomienie kończyny.

## Powikłania
W przypadku braku leczenia doprowadza do zapalenia węzłów chłonnych i bakteriemii, co może w dalszym etapie doprowadzić do rozwoju sepsy.

## Lymphangitis carcinomatosa
Do zapalenia naczyń chłonnych może również dochodzić w przypadku zaawansowanych nowotworów złośliwych, najczęściej w przebiegu raka sutka, raka płuca, raka żołądka, raka trzustki i raka gruczołu krokowego. W tych wypadkach oczywiście nie stosuje się leczenia antybiotykami, a sam stan zapalny naczyń chłonnych świadczy o szerzeniu się procesu nowotworowego.

Przeczytaj ostrzeżenie dotyczące informacji medycznych i pokrewnych zamieszczonych w Wikipedii.